# Jessie Aney
| jaar | rang enkelspel | rang dubbelspel |
| ---- | -------------- | --------------- |
| 2014 | –              | 1020            |
|      |                |                 |
| 2017 | –              | 1136            |
| 2018 | 1155           | 1231            |
|      |                |                 |
| 2021 | 592            | 418             |
| 2022 | 369            | 147             |
| 2023 | 401            | 131             |
| 2024 | 557            | 130             |

Jessie Aney (Rochester, 19 april 1998) is een tennisspeelster uit de Verenigde Staten van Amerika. Aney speelt rechtshandig. Zij is actief in het internationale tennis sinds 2014.

## Loopbaan

### Enkelspel
Aney debuteerde in 2014 op het ITF-toernooi van Gainesville (FL, VS). Zij stond in 2020 voor het eerst in een finale, op het ITF-toernooi van Sharm-el-Sheikh (Egypte) – zij verloor van Wit-Russin Iryna Sjymanovitsj. In 2021 veroverde Aney haar eerste titel, op het ITF-toernooi van Shymkent (Kazachstan), door Wit-Russin Evjalina Laskevitsj te verslaan. Tot op heden(mei 2025) won zij drie ITF-titels, de meest recente in 2024 in Mysore (India).
In 2023 speelde Aney voor het eerst op een WTA-hoofdtoernooi, op het WTA 125-toernooi van Cali. Tot op heden(mei 2025) won zij nog geen partij op de WTA-hoofdtoernooien.

### Dubbelspel
Aney behaalde in het dubbelspel betere resultaten dan in het enkelspel. Zij debuteerde in 2014 op het ITF-toernooi van Gainesville (FL, VS), samen met, toen nog, landgenote Ingrid Neel – zij bereikten er de halve finale. Zij stond in 2018 voor het eerst in een finale, op het ITF-toernooi van Monastir (Tunesië), geflankeerd door de Britse Olivia Sonnekus-Williams – zij verloren van het duo Tamara Čurović en Eliessa Vanlangendonck. In 2021 veroverde Aney haar eerste titel, op het ITF-toernooi van Antalya (Turkije), samen met de Braziliaanse Ingrid Gamarra Martins, door het Zuid-Koreaanse duo Jang Su-jeong en Park So-hyun te verslaan. Tot op heden(mei 2025) won zij 22 ITF-titels, de meest recente in 2025 in Chihuahua (Mexico).
In 2022 speelde Aney voor het eerst op een WTA-hoofdtoernooi, op het WTA 1000-toernooi van Cincinnati, samen met, ook toen nog, landgenote Ingrid Neel met wie zij een wildcard had gekregen – zij bereikten er de tweede ronde. In november 2022 bereikte zij met Neel de halve finale op het WTA 125-toernooi van Colina – daarmee kwam zij binnen op de top 150 van de wereldranglijst. Aney stond in 2023 voor het eerst in een WTA-finale, op het toernooi van Boedapest, samen met de Tsjechische Anna Sisková – zij verloren van het koppel Katarzyna Piter en Fanny Stollár. In 2024 had Aney haar grandslamdebuut op het US Open, geflankeerd door landgenote Jessica Failla, op basis van een wildcard.
Haar hoogste notering op de WTA-ranglijst is de 104e plaats, die zij bereikte in april 2025.

## Palmares
| Legenda                 |
| ----------------------- |
| Grandslamtoernooi       |
| Olympische Spelen       |
| Year-End Championships  |
| Premier Mandatory       |
| Premier Five / WTA 1000 |
| Premier / WTA 500       |
| International / WTA 250 |
| Challenger / WTA 125    |

### WTA-finaleplaatsen enkelspel
geen

### WTA-finaleplaatsen vrouwendubbelspel
| nr.              | finale     | toernooi      | ondergrond | partner      | tegenstandsters               | score            |         |
| ---------------- | ---------- | ------------- | ---------- | ------------ | ----------------------------- | ---------------- | ------- |
| gewonnen finales |            |               |            |              |                               |                  |         |
| geen             |            |               |            |              |                               |                  |         |
| verloren finales |            |               |            |              |                               |                  |         |
| 1.               | 2023-07-23 | WTA Boedapest | gravel     | Anna Sisková | Katarzyna Piter Fanny Stollár | 2-6, 6-4, [4-10] | details |

### Gewonnen ITF-toernooien enkelspel
| nr. | finale     | toernooi | dotatie  | ondergrond | tegenstandster in finale | score         |
| --- | ---------- | -------- | -------- | ---------- | ------------------------ | ------------- |
| 1.  | 2021-04-11 | Shymkent | $ 15.000 | gravel     | Evjalina Laskevitsj      | 6-4, 6-2      |
| 2.  | 2021-04-18 | Shymkent | $ 15.000 | gravel     | Tamara Čurović           | 5-7, 7-6, 6-0 |
| 3.  | 2024-10-13 | Mysore   | $ 15.000 | hardcourt  | Shrivalli Bhamidipaty    | 3-6, 6-3, 7-6 |

## Resultaten grandslamtoernooien
| Legenda | Legenda                          |
| ------- | -------------------------------- |
| g.t.    | geen toernooi gehouden           |
| l.c.    | lagere categorie                 |
| –       | niet deelgenomen                 |
| G       | uitgeschakeld in de groepsfase   |
| 1R      | uitgeschakeld in de eerste ronde |
| 2R      | uitgeschakeld in de tweede ronde |
| 3R      | uitgeschakeld in de derde ronde  |
| 4R      | uitgeschakeld in de vierde ronde |
| KF      | uitgeschakeld in de kwartfinale  |
| HF      | uitgeschakeld in de halve finale |
| F       | de finale verloren               |
| W       | het toernooi gewonnen            |
| w-v     | winst/verlies-balans             |

### Enkelspel
geen deelname

### Vrouwendubbelspel
| toernooi        | 2024 |
| --------------- | ---- |
| Australian Open | –    |
| Roland Garros   | –    |
| Wimbledon       | –    |
| US Open         | 1R   |